# 清水恵美
清水 恵美（しみず えみ、1984年9月25日 - ）は、東京都出身の元レースクイーン、元タレント。愛称は、えみつん。スリーライズに所属していた。2013年6月30日をもって芸能界から引退した。

## 略歴
- 父の仕事の都合で2歳から小学3年まで海外で暮らす[2]。
- 19歳の頃にスカウトされタレント活動を開始。2005年、この年発足した千葉ロッテマリーンズのチア・パフォーマーチーム「M☆Splash!!」の第1期メンバーとして1年間活動する。
- M☆Splash!!卒業後は西口プロレスの応援ユニット「西口向上委員会」に参加し、長州小力のバックダンサーを務めていた。
- 2010年、スリーライズに所属。同年、SUPER GT「Keihin Blue Beauties」を務める。ZAK THE QUEEN2010にもエントリーされたが、グランプリ受賞はならなかった[3]。
- 2011年、南香織プロデュースのレースクイーンユニット「sucre」に参加。SUPER GT「JIM GAINER」レースクイーンを務める。
- 2012年1月東京オートサロンのイメージガール「A-class」として活動する[1]。
- 2014年7月23日付の自身のブログで、1年前の2013年6月30日に所属事務所を退社したことを報告した[4]。
- 2015年12月31日付の自身のブログで、入籍及び披露宴を挙げたことを報告した[5]。

## 人物
- 趣味：ショッピング、カラオケ、ネイルアート
- 特技：阿波踊り
- 好きな色：白
- 6歳下の弟がいる[6]。
- 憧れのレースクイーンは三好さやかと山崎みどり[7]。
- スピーチーズ（SPEEDチャンネルイメージガールユニット）の初代メンバーだった青山りょう[8]や、スリーライズの同僚だった藍沢舞[9]と仲が良かった。

## 作品

### CD
- TOKYO AUTOSALON 2012 presents EVOLUTION #8（avex trax・オートサロン会場限定商品）
曲名「自分を好きでいられるように・・・」「I Wanna Dance」

## 出演

### レースクイーン・イメージガール
- SUPER GT「Keihin Blue Beauties」（2010年） 相方：高塚麻奈[10]
- SUPER GT「JIM GAINER sucre」（2011年）
- D1グランプリ「GOODYEAR ANGEL」（2011年）
- タックルベリーイメージガール（2011年）

### イベント
- オートギャラリー東京「BREED」ブース（2006年7月）
- 東京ゲームショウ「スクウェア・エニックス」ブース（2010年9月）
- CP+「SIGMA」ブース（2011年2月）
- 東京モーターショー「GOODYEAR」ブース（2011年11月 - 12月）

#### 東京オートサロン出演歴
| 年     | 出演ブース              | 備考                                                         |
| ------ | ----------------------- | ------------------------------------------------------------ |
| 2008年 | RAYS                    |                                                              |
| 2011年 | Veilside                |                                                              |
| 2012年 | イメージガール“A-class” | 同年の福岡カスタムカーショー、札幌カスタムカーショーにも出演 |